# Isocranaus gorgonae
Isocranaus gorgonae is een hooiwagen uit de familie Cranaidae.